# Affi N’Guessan
Pascal Affi N’Guessan (ur. 1953) – iworyjski polityk, premier Wybrzeża Kości Słoniowej w latach 2000–2003, prezydent Iworyjskiego Frontu Powszechnego (FPI) od 2001.

## Życiorys
N'Guessan urodził się w Bouadikro w departamencie Bongouanou. W 1975 ukończył elektromechanikę na Uniwersytecie w Abidżanie. Trzy lata później uzyskał stopień inżyniera techniki telekomunikacyjnej na Ecole Nationale Superieure des Postes et Telecomunication (ENSPT). W latach 1990–1996 zajmował stanowisko burmistrza Bongouanou. Od 1990 do 1995 był wiceprzewodniczącym Unii Miast i Wspólnot Wybrzeża Kości Słoniowej (UVICOCI). W 1990 wszedł w skład kierownictwa Iworyjskiego Frontu Powszechnego (FPI, Front populaire ivoirien).
W styczniu 2000, po wojskowym zamachu stanu i przejęciu władzy przez Roberta Guéï, objął funkcję ministra przemysłu i turystyki, którą sprawował do października 2000.
N'Guesan kierował kampanią wyborczą Laurenta Gbagbo (kandydat FPI) przez wyborami prezydenckimi w październiku 2000] Po wygranych przez Gbagbo wyborach, 27 października 2000 został mianowany przez niego szefem rządu. Na stanowisku premiera pozostał do 10 lutego 2003, kiedy to, na mocy porozumienia zawartego w czasie wojny domowej w Wybrzeżu Kości Słoniowej, zastąpił go nienależący do żadnej partii Seydou Diarra.
Na 3. Nadzwyczajnym Kongresie FPI, który miał miejsce w dniach 20–22 lipca 2001, N'Guessan został zastąpił prezydenta Gbagbo na stanowisku szefa partii. W październiku2003 podczas 22. Kongresu Międzynarodówki Socjalistycznej w São Paulo w Brazylii, został jednym z jej wiceprzewodniczących.